# Општина Домнешти (Илфов)
Домнешти (рум. Domneşti) општина је у Румунији у округу Илфов.
Oпштина се налази на надморској висини од 86 m.